# Secretaria Regional de Agricultura e Pescas (Madeira)
A Secretaria Regional de Ambiente e Agricultura (SRAA) é um dos departamentos do Governo Regional da Madeira, com responsabilidades nos sectores do ambiente, agricultura, pecuária, veterinária, desenvolvimento rural, apoio ao agricultor, artesanato, e gestão dos fundos comunitários agropecuários. A secretária regional atual é Rafaela Fernandes.

## Organização da Secretaria

### Direções Regionais
A SRAA compreende as seguintes Direções Regionais:
- Direção Regional de Agricultura (DRA);
- Direção Regional de Ambiente e Alterações Climáticas

- Direção Regional de Ordenamento do Território (DROTe).

### Organismos e serviços
A SRAA exerce tutela sobre os seguintes organismos e programas:
- Instituto do Vinho, do Bordado e do Artesanato da Madeira, IP (IVBAM, IP);
- Centro de Abate da Região Autónoma da Madeira, EPE (CARAM, EPE);
- Programa de Desenvolvimento Rural para a Região Autónoma da Madeira (PRODERAM);
- Programa de Desenvolvimento Rural para a Região Autónoma da Madeira 2020 (PRODERAM 2020);
- PEPAC Madeira